# Sept Hommes pour Tobrouk
Pour plus de détails, voir Fiche technique et Distribution.
Sept Hommes pour Tobrouk (titre original : La battaglia del deserto) est un film franco-italien réalisé par Mino Loy, sorti en 1969.

## Synopsis
En 1942, les Anglais placent de nombreuses mines dans le désert d'Afrique du Nord afin de stopper l'invasion des armées italienne et allemande. Quatre poseurs de charges parviennent à s'enfuir à bord d'une jeep.

## Fiche technique
- Titre original : La battaglia del deserto
- Réalisation : Mino Loy
- Scénario et histoire : Ernesto Gastaldi
- Directeur de la photographie : Frederico Zanni
- Montage : Eugenio Alabiso
- Musique : Bruno Nicolai
- Production : Mino Loy et Luciano Martino
- Genre : Film de guerre
- Pays :  France,  Italie
- Durée : 87 minutes (1 h 27)
- Date de sortie :
  - France : 30 juillet 1969[1]

## Distribution
- Robert Hossein (VF : Serge Sauvion) : le capitaine Curd (Rudi en VF) Heinz
- George Hilton (VF : Jean-Pierre Duclos) : le capitaine George Bradbury
- Frank Wolff (VF : Henry Djanik) : Red Wiley
- Rik Battaglia (VF : Michel Barbey) : Bob
- Ivano Staccioli (VF : Claude Vernier) : Salter
- Freddy Unger (VF : Jacques Deschamps) : le caporal Spencer
- Fabrizio Moroni (VF : Bernard Tiphaine) : Charlie
- Laura Belli : Barbara
- Evelyn Stewart : Jane
- Jacques Castelot (VF : Philippe Mareuil) : le sergent du char allemand
- Robert Dalban (VF : Jean Clarieux) : le colonel Hastings